# Santa Marta-i darázskolibri
A Santa Marta-i darázskolibri (Chaetocercus mulsant) a madarak osztályának sarlósfecske-alakúak (Apodiformes)  rendjébe és a kolibrifélék (Trochilidae) családjába tartozó faj.

## Rendszerezése
A fajt Outram Bangs amerikai zoológus írta le 1899-ben, az Acestrura nembe Acestrura astreans néven.

## Előfordulása
A Sierra Nevada de Santa Marta hegység környékén, Kolumbia területén honos. Természetes élőhelyei a szubtrópusi és trópusi síkvidéki és hegyi esőerdők, magaslati gyepek, valamint ültetvények. Állandó, nem vonuló faj.

## Megjelenése
Testhossza 7 centiméter.
|  |  |

## Természetvédelmi helyzete
Az elterjedési területe kicsi, egyedszáma viszont stabil. A Természetvédelmi Világszövetség Vörös listáján nem fenyegetett fajként szerepel.